# Gryon latum
Gryon latum är en stekelart som först beskrevs av Alan Parkhurst Dodd 1916.  Gryon latum ingår i släktet Gryon och familjen Scelionidae. Inga underarter finns listade i Catalogue of Life.